# مهران مهرنیا
مهران مهرنیا (زاده ۲۲ تیر ماه ۱۳۴۸ همدان) آهنگساز، نوازنده و مدرس تار و سه تار است.

## زندگی‌نامه
مهران مهرنیا، نواساز و نوازنده و مدرس تار و سه تار، تیر ماه ۱۳۴۸ در همدان متولد شد.
در دهه شصت کار موسیقی را با سه تار آغاز کرد. مدتی نواختن سه تار و تار را نزد محمدرضا لطفی آموخت و سپس آموزش این دو ساز و همچنین پژوهش درزمینه موسیقی را آغاز کرد. در سال هفتاد و سه گروه همایون را به منظور بازسازی تصانیف قدیمی ایران تأسیس و به همراه این گروه کنسرت‌های متعددی را اجرا کرد.
آشنایی‌اش با عبدالله طالع همدانی به اهداف اولیه‌اش در زمینه بازسازی تصانیف قدیمی ایران کمک شایانی کرد، به نحوی که مهرنیا آشنایی و درک محضر این نوازنده، آهنگساز و ترانه‌سرای قدیمی را تکمیل کننده دوره آموزشی خود می‌داند.
مهرنیا تصانیف عبدالله طالع همدانی را گردآوری کرد و پس از اجرا در چند کنسرت، این آثار را با عنوان «طالع مهر» گردآوری و تنظیم کرد.
مهرنیا در سال نود وشش گروه مهرنیا را تشکیل داد و با این نام در جشنواره موسیقی فجر شرکت کرد

## آثار و اجراها
- طالع مهر
- نغمه همرازان (با صدای سالار عقیلی)
- پرواز خاکستر (با صدای وحید تاج)
- حکمرانی باد (با صدای مهراد مهری)
- گروه موسیقی «همایون» که به سرپرستی و آهنگسازی مهران مهرنیا و خوانندگی امیر اثنی عشری در تاریخ دوم مهرماه سال ۱۳۹۲ مصادف با ۲۵ سپتامبر به کشور ویتنام سفر کرده بود علاوه بر اجرای کنسرت در سالن اصلی موسیقی شهر هانوی و اجرا در چند محیط آکادمیک، در شبکه ۲ تلویزیون ویتنام نیز حضور یافت.[۴]
- کنسرت آواز خاکستر
  - کنسرتِ «آواز خاکستر» با محوریت ساز و آواز با خوانندگی «هاشم احمدوند» در دو بخش اجرا شد. در بخش اول این برنامه، بداهه‌نوازی تار و تنبک با نوازندگی خودش و همراهی «پیمان ناصح‌پور» و در بخش دوم قطعاتی به یاد استاد «محمدرضا لطفی». اشعار از هوشنگ ابتهاج
- تور کنسرت‌های «مهران مهرنیا» به همراه گروه «همدم تریو»
  - اولین اجرای آن در محل موزهٔ آسیا پاسفیک ورشو به صحنه رفت. این گروه که اجراهای خود را ریتم‌محور طراحی کرده‌اند و در شهر کراکوف و در قالب فستیوال بین‌المللی اتنوکراکف، تحت عنوان گروه همایون به اجرای موسیقی پرداختند.
- گروه موسیقی «مهرنیا» به سرپرستی مهران مهرنیا در سی و سومین جشنواره موسیقی فجر

این اولین حضور این گروه در جشنواره فجر بود، مهرنیا در پایان این اجرا از حضور بانوان موسیقی دان قدردانی و حمایت کرد.